# Jacques Buus
Jacques Buus, także Jacobus Bohusius, Jachet de lub van Paus, Jachet de Guant, Jacob Buus (ur. około 1500 przypuszczalnie w Gandawie, zm. koniec sierpnia 1565 w Wiedniu) – flamandzki kompozytor i organista.

## Życiorys
W latach 1541–1550 przebywał we Włoszech, gdzie pełnił funkcję drugiego organisty bazyliki św. Marka w Wenecji. W 1550 roku wyjechał do Wiednia, gdzie działał na dworze Ferdynanda I. Jego pierwszym dziełem były 2 francuskie pieśni, wydane w 1538 roku w Lyonie. Podczas pobytu w Wenecji wydał 2 zbiory kompozycji instrumentalnych pt. Canzoni francese (1543, 1550), 2 księgi ricercarów (1547, 1549) i zbiór motetów (1549). Ponadto liczne jego utwory zachowały się we współczesnych antologiach.
Swoją działalnością przyczynił się do rozwoju muzyki instrumentalnej, szczególnie gatunku ricercaru. W ricercarach Buusa przeważają konstrukcje imitacyjne, z dążeniem do ograniczenia liczby tematów.